# Atheta procera
Atheta procera är en skalbaggsart som först beskrevs av Ernst Gustav Kraatz 1856.  Atheta procera ingår i släktet Atheta, och familjen kortvingar. Arten är reproducerande i Sverige.